# 灰毛柳
灰毛柳（学名：Salix cinerea）是杨柳科柳属的植物，又名灰柳。分布于欧洲、中亚地区、西伯利亚以及中国大陆的新疆等地，生长于海拔420至2,400（1,380至7,870英尺）的地区，多生在河湾或荒漠河流沿岸低湿地，目前尚未由人工引种栽培。

## 扩展阅读
- 維基物種上的相關：灰毛柳
- 维基共享资源上的相關多媒體資源：灰毛柳